# 忠恩寺 (白岡市)
忠恩寺（ちゅうおんじ）は、埼玉県白岡市にある浄土宗の寺院。

## 歴史
1054年（天喜2年）、渋江兼重の開基である。当初は天台宗の寺院であったが、後に浄土宗に転宗している。
戦国時代、岩付城の城主太田資正により、棟別銭の免除を証する文書を交付している。江戸時代には、幕府より寺領30石の朱印状が交付された。
現在の本堂は2017年（平成29年）に再建されたものである。

## 文化財
- 忠恩寺山門（白岡市指定文化財 昭和55年11月1日指定）[3]
- 忠恩寺文書（白岡市指定文化財 昭和55年11月1日指定）[4]
- 忠恩寺十三仏（白岡市指定文化財 昭和55年11月1日指定）[5]
- 忠恩寺九品仏（白岡市指定文化財 平成8年3月5日指定）[6]

## 交通アクセス
- 新白岡駅より徒歩23分。